# Samu Aghehowa
Samuel Omorodion Aghehowa, noto semplicemente come Samu Aghehowa e in precedenza come Samu Omorodion (Melilla, 5 maggio 2004), è un calciatore spagnolo di origini nigeriane, attaccante del Porto e della nazionale spagnola.

## Biografia
Nato a Melilla da genitori nigeriani, si è trasferito a Maracena in giovane età.

## Carriera

### Club

#### Granada
Dopo aver giocato con la squadra locale del Nervión, si è unito al Granada nel 2021. Il 6 marzo 2022 ha debuttato con la squadra riserve del club, entrando in campo nel secondo tempo della sconfitta per 1-2 contro il Marchamalo.
Il 14 agosto 2023 ha fatto il suo esordio con la prima squadra, segnando un gol nella sconfitta per 1-3 contro l'Atlético Madrid.

#### Atlético Madrid e prestito all'Alavés
Sette giorni dopo avere segnato contro i madrileni si è ufficialmente unito a loro siglando un contratto quinquennale.
Contestualmente, viene girato in prestito all'Alavés fino al termine della stagione. Un acquisto che si rivelerà un affare con l'attaccante che realizza il primo goal il 28 Settembre 2023 contro il Celta Vigo nel pareggio in trasferta per 1-1. Il 12 novembre 2023 segna un goal in trasferta nella sconfitta per 1-2 contro il Barcellona dopo nemmeno un minuto di gioco. Chiude la stagione con 8 reti nella Liga contribuendo alla decima posizione in classifica dell'Alaves.

#### Porto
Il 24 agosto 2024, dopo essere stato ad un passo dal Chelsea, il Porto raggiunge un accordo con l'Atlético Madrid per l'acquisizione del 50% del cartellino del giocatore a fronte di un corrispettivo di 15 milioni di euro. Samu conclude un’ottima stagione segnando 19 reti in campionato, secondo solo all’irraggiungibile Gyökeres.

### Nazionale
Ha giocato nelle nazionali giovanili spagnole Under-19 e Under-21.
Nel 2024 ha vinto la medaglia d'oro ai Giochi Olimpici di Parigi con la Spagna olimpica.
L'8 novembre 2024 è stato convocato per la prima volta in nazionale maggiore, con cui ha esordito dieci giorno dopo nella sfida vinta per 3-2 in Nations League contro la Svizzera.

## Statistiche

### Presenze e reti nei club
Statistiche aggiornate al 4 maggio 2025.
| Stagione        | Squadra         | Campionato      | Campionato | Campionato | Coppe nazionali | Coppe nazionali | Coppe nazionali | Coppe continentali | Coppe continentali | Coppe continentali | Altre coppe | Altre coppe | Altre coppe | Totale | Totale |
| Stagione        | Squadra         | Comp            | Pres       | Reti       | Comp            | Pres            | Reti            | Comp               | Pres               | Reti               | Comp        | Pres        | Reti        | Pres   | Reti   |
| --------------- | --------------- | --------------- | ---------- | ---------- | --------------- | --------------- | --------------- | ------------------ | ------------------ | ------------------ | ----------- | ----------- | ----------- | ------ | ------ |
| 2022-2023       | Granada B       | SF              | 33         | 18         | -               | -               | -               | -                  | -                  | -                  | -           | -           | -           | 33     | 18     |
| ago. 2023       | Granada         | PD              | 1          | 1          | CR              | 0               | 0               | -                  | -                  | -                  | -           | -           | -           | 1      | 1      |
| ago. 2023-2024  | Alavés          | PD              | 34         | 8          | CR              | 1               | 0               | -                  | -                  | -                  | -           | -           | -           | 35     | 8      |
| 2024-2025       | Porto           | PL              | 30         | 19         | CP+CdL          | 2+1             | 0               | UEL                | 9                  | 6                  | Cmc         | 2           | 2           | 44     | 27     |
| Totale carriera | Totale carriera | Totale carriera | 98         | 46         |                 | 4               | 0               |                    | 9                  | 6                  |             | 2           | 2           | 113    | 54     |

### Cronologia presenze e reti in nazionale
| Cronologia completa delle presenze e delle reti in nazionale ― Spagna | Cronologia completa delle presenze e delle reti in nazionale ― Spagna | Cronologia completa delle presenze e delle reti in nazionale ― Spagna | Cronologia completa delle presenze e delle reti in nazionale ― Spagna | Cronologia completa delle presenze e delle reti in nazionale ― Spagna | Cronologia completa delle presenze e delle reti in nazionale ― Spagna | Cronologia completa delle presenze e delle reti in nazionale ― Spagna | Cronologia completa delle presenze e delle reti in nazionale ― Spagna |
| Data                                                                  | Città                                                                 | In casa                                                               | Risultato                                                             | Ospiti                                                                | Competizione                                                          | Reti                                                                  | Note                                                                  |
| --------------------------------------------------------------------- | --------------------------------------------------------------------- | --------------------------------------------------------------------- | --------------------------------------------------------------------- | --------------------------------------------------------------------- | --------------------------------------------------------------------- | --------------------------------------------------------------------- | --------------------------------------------------------------------- |
| 18-11-2024                                                            | Santa Cruz de Tenerife                                                | Spagna                                                                | 3 – 2                                                                 | Svizzera                                                              | UEFA Nations League 2024-2025 - 1º turno                              | -                                                                     | 46’                                                                   |
| 5-6-2025                                                              | Stoccarda                                                             | Spagna                                                                | 5 – 4                                                                 | Francia                                                               | UEFA Nations League 2024-2025 - Semifinale                            | -                                                                     | 77’                                                                   |
| Totale                                                                |                                                                       | Presenze                                                              | 2                                                                     |                                                                       | Reti                                                                  | 0                                                                     |                                                                       |

| Cronologia completa delle presenze e delle reti in nazionale ― Spagna olimpica | Cronologia completa delle presenze e delle reti in nazionale ― Spagna olimpica | Cronologia completa delle presenze e delle reti in nazionale ― Spagna olimpica | Cronologia completa delle presenze e delle reti in nazionale ― Spagna olimpica | Cronologia completa delle presenze e delle reti in nazionale ― Spagna olimpica | Cronologia completa delle presenze e delle reti in nazionale ― Spagna olimpica | Cronologia completa delle presenze e delle reti in nazionale ― Spagna olimpica | Cronologia completa delle presenze e delle reti in nazionale ― Spagna olimpica |
| Data                                                                           | Città                                                                          | In casa                                                                        | Risultato                                                                      | Ospiti                                                                         | Competizione                                                                   | Reti                                                                           | Note                                                                           |
| ------------------------------------------------------------------------------ | ------------------------------------------------------------------------------ | ------------------------------------------------------------------------------ | ------------------------------------------------------------------------------ | ------------------------------------------------------------------------------ | ------------------------------------------------------------------------------ | ------------------------------------------------------------------------------ | ------------------------------------------------------------------------------ |
| 24-7-2024                                                                      | Parigi                                                                         | Uzbekistan olimpica                                                            | 1 – 2                                                                          | Spagna olimpica                                                                | Olimpiadi 2024 - 1º turno                                                      | -                                                                              | 87’ 90+8’                                                                      |
| 30-7-2024                                                                      | Nantes                                                                         | Spagna olimpica                                                                | 1 – 2                                                                          | Egitto olimpica                                                                | Olimpiadi 2024 - 1º turno                                                      | 1                                                                              |                                                                                |
| 2-8-2024                                                                       | Lione                                                                          | Giappone olimpica                                                              | 0 – 3                                                                          | Spagna olimpica                                                                | Olimpiadi 2024 - Quarti di finale                                              | -                                                                              | 88’                                                                            |
| 5-8-2024                                                                       | Marsiglia                                                                      | Marocco olimpica                                                               | 1 – 2                                                                          | Spagna olimpica                                                                | Olimpiadi 2024 - Semifinale                                                    | -                                                                              | 90+2’                                                                          |
| Totale                                                                         |                                                                                | Presenze                                                                       | 4                                                                              |                                                                                | Reti                                                                           | 1                                                                              |                                                                                |

## Palmarès

### Nazionale
- Oro olimpico: 1

Parigi 2024